# Famille de Barrès
Pour les articles homonymes, voir Familles de Barrès.
La famille de Barrès est une famille française éteinte, originaire du Languedoc. L'un de ses membres, M. de Barrès-Combas, avait obtenu du roi Louis XVIII un titre héréditaire de vicomte en 1816 sous la seconde Restauration mais sans lettres patentes.

## Origine
La famille de Barrès (olim de Barrès-Combas) est connue dans la région biterroise, en Languedoc, depuis le XVIe siècle (filiation ininterrompue depuis 1558 et archives familiales remontant à 1513,,).
Plus anciennement, à une époque fort lointaine, la famille de Barrès (du Biterrois) serait apparentée, mais sans preuves, à la famille de Barrès du Molard (éteinte au XXe siècle), établie en Vivarais. Selon Jules Wigniolle, leur origine commune serait une famille noble de Barres ou des Barres, peut-être en Champagne, qui se serait fixée dans le Midi à la suite de la croisade du roi Louis VII,.

## Services
Elle s'est illustrée dans le clergé, les charges électives et administratives, la magistrature et la carrière des armes.
Elle a notamment donné un évêque d'Agde et un grand archidiacre de Béziers, de nombreux prêtres, chanoines et prieurs, deux premiers consuls-maires de Béziers et un gouverneur de Bédarieux, un conseiller au parlement de Toulouse et plusieurs conseillers et avocats au présidial de Béziers, de nombreux officiers de cavalerie et d'infanterie, ainsi que plusieurs chevaliers de l'ordre royal et militaire de Saint-Louis.

## Lieux
Enracinée dans la région biterroise, en Languedoc, elle est plus précisément établie au XVIe siècle à Pouzolles ; au XVIIe siècle à Pouzolles et Béziers ; au XVIIIe siècle à Pouzolles, Béziers et Servian ; au XIXe siècle à Béziers et Servian ; au XXe siècle à Béziers et Espondeilhan.

## Son statut social
Gustave Chaix d'Est-Ange écrit : 

« On n'a encore pu se procurer que des renseignements insuffisants sur une famille de Barrès qui est anciennement et honorablement connue dans les environs de Béziers, en Languedoc. D'après une tradition cette famille serait originaire du Vivarais et serait une branche détachée à une époque inconnue, et en tout cas, très reculée de la famille de Barrès du Molard encore existante. On ne lui connaît pas de principe d'anoblissement […]. »

La plupart de ses membres portent des qualifications nobiliaires (« noble », « écuyer », « messire ») dans les registres paroissiaux, les minutes notariales et les matrices de compoix, et ce de manière continue, au moins depuis le XVIIe siècle et jusqu'à la Révolution.
Elle est absente de la grande enquête sur la noblesse impulsée par Louis XIV, tant dans les jugements de maintenue de noblesse rendus par Claude Bazin de Bezons, intendant du Languedoc,, que celui des condamnations pour usurpation à la suite des jugements de ce même Intendant à l'exception toutefois de l'un des membres d'une branche cadette, Antoine Barrès, demeurant à Pouzolles, qui est condamné à payer l'amende pour usurpation en 1673.
Mentions de quelques-uns de ses membres :
- Antoine de Barrès, citoyen de Pouzolles au XVIIe siècle, est appelé au service du ban et en demande la dispense en 1689, son fils étant lieutenant dans le régiment de Bourbonnais[11] ;
- Gabriel de Barrès (1675-), seigneur de Combas, émet en 1745 une reconnaissance en faveur du roi pour ladite seigneurie, par devant le prince de Conti[12] ;
- Thomas de Barrès (1719-1788), s'intitule « marquis de Pouzolles », émet en 1776 une requête pour faire admettre son procureur pour rendre foi et hommage pour cette seigneurie[13] ;
- Thomas de Barrès (1721-1804), cousin germain et homonyme du précédent, participe comme membre de la noblesse à l’élection préparatoire de la commune de Servian pour siéger à l'assemblée de la sénéchaussée de Béziers qui elle-même désigne ensuite ses députés aux États généraux de 1789[14].

Sous la Restauration, le roi Louis XVIII crée vicomte héréditaire le chef de famille, Louis de Barrès, alias de Barrès-Combas, (1781-1825), par ordonnance du 20 juin 1816,,, citée au Moniteur universel du 12 juillet 1816 puis à celui du 10 août 1816, « en récompense de services et du dévouement qu'il a montré pour la cause du Roi, en enrôlant à ses frais un bataillon de volontaires royaux. » Ce titre est « transmissible à ses enfants, postérité et descendants, nés ou à naître, en ligne directe et en légitime mariage, et ce de mâle en mâle, par ordre de primogéniture. » Cependant la famille n'a pas reçu les lettres patentes correspondantes. Il s'agit donc d'un titre inachevé et son usage est de courtoisie.
Son dernier représentant masculin est Max de Barrès (1868-1936) ; le nom n'est donc plus porté.

## Armes
Elle porte pour armes (selon les sources) :
- D'azur à une levrette d'or lampassée et colletée du même, surmontée de deux étoiles et d'un croissant aussi d'or (famille de Barrès, Béziers)[22],[4],[6] ;
- D'azur à un chien rampant d'or lampassé et colleté de même, à trois molettes également d'or (famille de Barrès, Béziers)[21] ;
- D'azur à un chien d'or rampant et lampassé de même, à trois molettes aussi d'or, au franc-quartier de même (Fulcrand de Barrès, évêque et comte d'Agde)[23] ;
- D'azur au chien rampant d'or, lampassé d'azur, accompagné de trois molettes d'or (Fulcrand de Barrès, évêque et comte d'Agde) ;
- D'argent à trois barres accotées en chef d'un croissant et côtoyées en pointes de trois étoiles, le tout de gueules (Fulcrand de Barrès, évêque et comte d'Agde ;

## Généalogie simplifiée
- Jean de Barrès : baille de Pouzolles[24], 1er personnage connu et souche de la famille[3] ;
  - Guillaume de Barrès (-1632) : avocat au présidial de Béziers[3] ;
    - Gabriel de Barrès (vers 1612-) : docteur en droit[25], conseiller au sénéchal et siège présidial de Béziers[26],[27], chanoine en la cathédrale Saint-Nazaire de Béziers ;
      - Thomas de Barrès (-1708) : capitaine d'infanterie, colonel de la milice bourgeoise de Béziers ;
        - Gabriel de Barrès (1675-) : seigneur de Combas, prieur de plusieurs prieurés : Saint-Nicolas-de-Tapulsiac (terroir de Castelnau-de-Guers), Saint-Jean de Sainte-Eulalie (terroir du Pouget), Saint-Nazaire d'Auberte (terroir de Roujan), bénéficier en l'église métropolitaine Saint-Just et Saint-Pasteur de Narbonne ;
          - Thomas de Barrès (1721-1804) : seigneur de Combas, capitaine d'infanterie au régiment provincial de Montpellier, participe comme membre de la Noblesse à l’élection préparatoire de la commune de Servian pour l’Assemblée des États Généraux du 27 avril 1789. chevalier de l'ordre royal et militaire de Saint-Louis ;
            - Louis de Barrès, alias de Barrès-Combas, (1781-1825) : propriétaire, chef de bataillon honoraire, reçoit le titre héréditaire de vicomte par ordonnance du roi Louis XVIII du 20 juin 1816 pour son dévouement à la cause du roi ;
              - Louis Gabriel de Barrès (1804-1895) : propriétaire, érudit, vice-président du Comité royaliste de l'Hérault, de sa fondation à la mort du comte de Chambord en 1883, membre fondateur de la Société archéologique de Béziers (1834) ;
                - Oswald de Barrès (1837-1900) : saint-cyrien, lieutenant de hussards démissionnaire, propriétaire viticole dans son domaine de Cabrerolles à Espondeilhan, militant carliste, chevalier de l’ordre d’Isabelle la Catholique ;
                  - Max de Barrès (1868-1936) : propriétaire, lieutenant de cavalerie de réserve, sans postérité, dernier représentant masculin de la famille. Le nom « de Barrès » n'est plus porté depuis.

                - Gabriel de Barrès (1854-1932) : saint-cyrien, lieutenant de chasseurs démissionnaire, président du Comité royaliste de Béziers avant la 1re guerre mondiale ;
                  - Henry de Barrès (1882-1918) : journaliste, lieutenant aviateur tué à l'ennemi en combat aérien (mission d'observation), mort pour la France, chevalier de la Légion d'Honneur[28] ;

        - Bernard de Barrès (1679-) : prieur de plusieurs prieurés : Saint-Nicolas-de-Tapulsiac (terroir de Castelnau-de-Guers) et Saint-Nazaire d'Auberte (terroir de Roujan), acquéreur de la métairie et terre de Combas à Servian en 1714[29] ;
        - François de Barrès (1681-1779) : seigneur de Pouzolles et de Corneilhan[30], capitaine de grenadiers, trois fois blessé, participe à la guerre de Succession d'Espagne[31], retourne à la vie civile, gouverneur de Bédarieux à partir de 1715[32], premier consul-maire de Béziers en 1727 puis de 1737 à 1742, chevalier de l'ordre royal et militaire de Saint-Louis[3],[31],[33] ;
          - François de Barrès (1714-1794) : docteur en droit civil et droit canon, prêtre, grand archidiacre de l'église cathédrale Saint-Nazaire de Béziers, conseiller-clerc au parlement de Toulouse, condamné puis guillotiné sous la Terreur à Paris place du trône renversé (actuelle place de la Nation)[33],[3];
          - Thomas de Barrès (1719-1788) : seigneur puis marquis de Pouzolles[13], seigneur et châtelain de Raissac[34], major d'infanterie au régiment de la Couronne, premier consul-maire de Béziers de 1767 à 1771 puis de 1775 à 1778, chevalier de l'ordre royal et militaire de Saint-Louis[3],[33] ;
            - François de Barrès (1776-) : chanoine à Béziers, condamné à la déportation lors de la Révolution et émigré (vers une destination inconnue)[3] ;

      - Gabriel de Barrès (1651-1675) : tué dans les rues de Béziers par quelques « mutins et séditieux »[35] ;
      - Antoine de Barrès (1652-) : écuyer, capitaine de dragons au régiment de Languedoc, mort à l'armée au service du roi ;

  - Fulcrand de Barrès (1574-1643) : docteur ès droits, prêtre, vicaire général de 1605 à 1621 de Jean de Bonsi, évêque de Béziers, et assiste à l'assemblée du clergé de France (1615), évêque et comte d'Agde de 1629 à 1643[3],[23] ;
  - Antoine de Barrès : écuyer, viguier de Pouzolles[36],[37] ;
    - Jean de Barrès (1602-) ;
      - Antoine de Barrès (XVIIe siècle) : seigneur direct de Pouzolles[38] ;
        - Henri de Barrès (vers 1666-1701) : sieur de Paviran à Gabian ;

    - Guillaume de Barrès (vers 1605-) : docteur en théologie, prêtre, chanoine et sacristain en la cathédrale Saint-Étienne d'Agde[39] ;
    - Antoine de Barrès (vers 1613-vers 1685) : écuyer[40], capitaine au régiment de Plessis-Praslin[41] ;
    - Bernard de Barrès (vers 1618-1694) : élève au Collège de La Flèche, docteur en théologie, prêtre, abbé de Saint-Nicolas, prieur de plusieurs prieurés : Saint-Nicolas-de-Tapulsiac (terroir de Castelnau-de-Guers)[39], Notre-Dame de Juny, Saint-Nazaire d'Auberte (terroir de Roujan). bénéficier en l'église métropolitaine Saint-Just et Saint-Pasteur de Narbonne, chanoine en l'église cathédrale Saint-Nazaire de Béziers[42] ;

## Alliances
- Elle a conclu de nombreuses alliances dans la société des gens de robe du présidial-sénéchal de Béziers : de Cruzy (1558), de Lenoir (de Ribaute)[43] (1580), Arribat, Thomas, (Dumas) de Soustre (1651), Dautrivay (1656), de Bonnefons (1674), de Mercier (1678), d'Andoque[44] (1719), de Gleizes de Lablanque[45] (1768).
- Autres alliances : de Masmejan (1598), de Muret, de Boide (1664), de Martrin-Donos[46] (1693), (de) Blois (1711), Sairas de Rabes (1713), Martin (1714), Janel (1720), de Forès (1724), de Juvenel (de Carlencas)[47] (1746), Bournhonet (1751 et 1753), Thomas (1753), d'Hérail (1771), Mas (du Coussat) (1778), Bousquet (1796), Lecoules de Seignouret (1803), Roussel (1812), Portalon (de Sénas) (1836 et 1867), Giret (1846), Coste (1847), Levère (1851), Falgas (1871), Lagarrigue (1882), de Villaret Monclar (1895), de Lander (1901), Barbara de Labelotterie de Boisséson (1905), Le Court de Béru (1926).

## Odonymie
Une impasse Henry de Barrès (1882-1918) à Béziers, a été inaugurée le 2 décembre 2016 par le maire Robert Ménard, dans le cadre du Centenaire de la Grande Guerre.

## Demeures
- Domaine de Raissac, à Béziers : hérité de la famille Dumas de Soustre, il entre par succession dans la famille de Barrès à la fin du XVIIe siècle, passe par mariage en 1768 à la famille Gleizes de Lablanque qui le vend en 1828 à la famille Viennet qui le possède toujours au XXIe siècle. Entourée d'un domaine viticole de 50 hectares, la propriété est aujourd'hui un château d'hôtes[34] ;
- Domaine de Combas, à Servian : acquis en 1714, vendu en 1785, racheté en 1813 pour être définitivement cédé en 1825. Le domaine a ensuite été rebaptisé L'Hermitage. La propriété est aujourd'hui un lieu de réception[48] ;
- Domaine du Coussat, à Servian : hérité de la famille Mas, il entre par succession dans la famille de Barrès à la fin du XVIIIe siècle, passe par mariage en 1926 à la famille Le Court de Béru, qui, sans enfant, le donne à la baronne Durand de Fontmagne qui le lègue à l'œuvre du père Pierre-Ernest Colombier de l'orphelinat Saint-Jean, à Albi, qui garde l'exploitation et vend le château, aujourd'hui propriété privée ;
- Domaine de Cabrerolles, à Espondeilhan : acquis en 1869 par Oswald de Barrès (1837-1900). Il en vinifia les 70 hectares ;

Ces demeures correspondent à des châteaux pinardiers de la région de Béziers, édifiés ou reconstruits (à partir de châteaux, maisons fortes ou métairies antérieurs) au XIXe siècle pendant l'âge d'or de la viticulture.

## Branches
Il a existé deux branches de cette famille, issues de frères :
- la branche aînée issue de Gabriel de Barrès (1675-), dite branche de Combas, du nom de la métairie et terre à Servian qu'il acquiert en 1714 avec ses droits de haute, moyenne et basse justice et dont il devient le seigneur, puis son fils et son petit-fils. Cette branche, titrée vicomte héréditaire en 1816[17], s'est éteinte en 1936 par Max de Barrès (1868-1936), propriétaire, sans postérité ;
- la branche cadette issue de François de Barrès (1681-1779), dite branche de Pouzolles, du nom du fief, érigé en marquisat en 1680[50],[13], dont il est le seigneur depuis au moins 1705. Cette branche s'est éteinte fin XVIIIe siècle ou début XIXe siècle par François de Barrès (1776-), chanoine, émigré pendant la Révolution[3].

## Pour approfondir

#### Ouvrages où figure la famille de Barrès
- Bénigne Chérin, Bernard Chérin, coll. « Chérin », xixe siècle.
- Honoré Fisquet, « Généralité de Montpellier - Diocèse d'Agde - », dans La France pontificale (Gallia christiana), Paris, 1864-1873, 595 p. (lire en ligne sur Gallica), p. 520 à 522 (vues 523 à 525).  — Notice biographique de Fulcran de Barrès, évêque d'Agde de 1629 à 1643.
- Annuaire de la noblesse de France et des maisons souveraines de l'Europe, Paris, Comte d'Angerville (Monaco), 1876, 37845 p. (lire en ligne sur Gallica), p.247/471 (vue 263). Titres accordés par Louis XVIII - titre de vicomte héréditaire accordé à Louis Barrès de Combat (de Béziers) le 20 juin 1816.
- Vicomte Albert Révérend, Titres, anoblissements et pairies de la Restauration, 1814-1830, vol. 1, 1901-1906 (lire en ligne sur Gallica), p. 117 (vue 137/420).  — titre de vicomte accordé à M. de Barrès-Combas.
- Jules Wigniolle, Annuaire général héraldique, vol. 1, Paris, 1902, 1254 p. (lire en ligne), p. 188 (vue 375).  — Notice famille de Barrès avec branche du Mollard et branche de Combas
- Annuaire héraldique : contenant la nomenclature de toutes les familles françaises et étrangères, 1901, 1910 p..
- vicomte Albert Révérend et Gustave Chaix d'Est-Ange, Dictionnaire des familles françaises anciennes ou notables à la fin du XIXème siècle, t. XV : Duh-Dyé - Additions et corrections Tome 1, Évreux, Imprimerie Charles Hérissey, 1917, 489 p. (lire en ligne sur Gallica), p. 421 et 422.  — (vues 417 et 418) : Notice famille de Barrès (de Béziers.)
- Abbé Émile Bousquet, Histoire de Servian, Montpellier, Impr. de la manufacture de la Charité, 1925, 84 p..
- Édouard Baret, « Le dernier Grand Archidiacre du chapitre de St-Nazaire et St-Celse », Bulletin de la Société archéologique, scientifique et littéraire de Béziers,‎ 1934, p. 119 à 147 (vues 137 à 165/204) (lire en ligne sur Gallica)
- Johannes Baptist Rietstap, Armorial Général, 1972, 2465 p..
- Jacques Astor, Histoire de Servian, Commune de Servian, 1980, 200 p. (ISBN 9782402270212, lire en ligne), p. 169.
- Henri Barthès, Histoire de Corneilhan, t. I, Commune de Corneilhan, 1980, 283 p. (lire en ligne), p. 225 à 267 (vues 229 à 270).
- Jean-Denis Bergasse, L'eldorado du vin : les châteaux de Béziers en Languedoc, Nouvelles Presses du Languedoc, 2000, 189 p. (ISBN 2859982329).
- Hubert de Vergnette de Lamotte, Filiations languedociennes, t. 1, Mémoire & Documents, 2006, 379 p. (ISBN 2914611498).  — pas de fiche complète sur la famille de Barrès mais mention de ses alliances dans la fiche des familles Andoque (p. 40) et Cruzy (p. 307.)
- Pierre Clerc, « Biographies A à F - Fiches personnalités de Barrès », dans Dictionnaire de biographie héraultaise : des origines à nos jours, 2010, 9210 p. (ISBN 2904091092, lire en ligne), p. 162 et 163.
- Mission Archives GDG34, Répertoire numérique détaillé des archives communales modernes de Servian, Montpellier, Centre de Gestion de la fonction publique territoriale de l'Hérault, février 2012, 93 p. (lire en ligne).

#### Ouvrages où ne figure pas la famille de Barrès
- Henri de Caux, Catalogue général des gentils-hommes de la province de Languedoc : Généralité de Montpellier - Diocèse de Béziers, vol. 7 : Section 7, Jean Martel, 1676, 89 p. (lire en ligne), p. 39 à 44.  —  Absence de la famille de Barrès.
- Henri de Caux, Cabinet des titres (nouvelle cote 32292) : Catalogue général des gentils-hommes de la province de Languedoc, Généralité de Montpellier - Diocèse de Béziers, 1677, 239 p. (lire en ligne), p. 197 à 200. —  Absence de la famille de Barrès.
- Claude Bazins de Bezons, Cabinet des titres 723 (nouvelle cote 32549) : Extrait des jugements de déclaration de noblesse rendus par M. de Besons, intendant et commissaire pour la vérification des titres des nobles en Languedoc, Généralité de Montpellier - diocèse de Béziers, 1668-1670, 647 p. (lire en ligne sur Gallica), vue 141.  —  Absence de la famille de Barrès.
- Claude Bazin de Bezons, Cabinet des titres 724 (nouvelle cote 32550) : Compte général de la recette des amendes payées par les faux nobles, en exécution des jugements de Mr de Bezons, intendant en Languedoc (Recette des amendes qui ont été payées volontairement), Généralité de Montpellier - diocèse de Béziers, 1676, 197 p. (lire en ligne), p. 117 à 127.  —  Absence de la famille de Barrès.
- Claude Bazin de Bezons, Cabinet des titres 725 (nouvelle cote 32551) : Extrait des jugemens de déclaration de noblesse, rendus par M. de Besons, intendant et commissaire pour la vérification des titres des nobles en Languedoc, Généralité de Montpellier - diocèse de Béziers, 1668-1670, 370 p. (lire en ligne), p. 51.  —  Absence de la famille de Barrès.
- Claude Bazin de Bezons, Cabinet des titres 726 (nouvelle cote 32552) : Extrait des jugemens de déclaration de noblesse, rendus par M. de Bezons, intendant et commissaire pour la vérification des titres des nobles en Languedoc., Généralité de Montpellier - diocèse de Béziers, 1668-1670, 311 p. (lire en ligne), p. 30.  —  Absence de la famille de Barrès.
- Charles d'Hozier, Cabinet des titres 727 (nouvelle cote 32553) : Catalogue général des gentilshommes de la province de Languedoc, 1676, 238 p. (lire en ligne), p. 10.  —  Absence de la famille de Barrès.
- Nicolas de Lamoignon de Basville, Cabinet des titres 732 (nouvelle cote 32558) : Recherche de la noblesse en Languedoc, par l'intendant Nicolas de Lamoignon, Diocèse de Montpellier, Alais et Lodève, 1697-1699, 1020 p. (lire en ligne).  —  Absence de la famille de Barrès.
- Charles d’Hozier, Armorial général de France, dressé, en vertu de l'édit de 1696, vol. 14 : Languedoc 1re partie - Généralité de Montpellier, 1697-1709, 1227 p. (lire en ligne), p. 1210 à 1224 (vues 1213 à 1227).  —  Absence de la famille de Barrès.
- Charles de Tourtoulon, Notes pour servir à un nobiliaire de Montpellier, Montpellier, Typographie de P. Grollier, 1856, 261 p. (lire en ligne).  —  Absence de la famille de Barrès.
- Louis de La Roque, Annuaire historique et généalogique de la province de Languedoc, Paris, E. Dentu, 1861, 144 p. (lire en ligne).  —  absence de la famille de Barrès.
- Louis de La Roque, Armorial de la noblesse de Languedoc, t. 1 : Montpellier, 1860-1863, 642 p. (lire en ligne), p. 552 (vue 634).  —  Absence de la famille de Barrès.
- Henri Jougla de Morenas, Grand Armorial de France, t. 1, Les Editions Héraldiques, 1934, 395 p. (lire en ligne), p. 376 (vue 373).  —  Absence de la famille de Barrès.
- Louis d'Izarny-Gargas, Jean-Jacques Lartique et Jean de Vaulchier, Nouveau Nobiliaire de France, t. I : A-D, Mémoires et Documents, 1998, 683 p. (ISBN 978-2-910654-06-1).
- Étienne Arnaud, Répertoire de généalogies françaises imprimées, Héraldique & généalogie publications, 2004.